# Pueblo pima
El pueblo pima se separó en dos: Pimas altos (Akimel O'odham) y pimas bajos (O'ob). Los pimas son un grupo indígena que viven en el estado de Arizona (Estados Unidos) y en México en los estados mexicanos de Sonora y Chihuahua.  La palabra Pima significa «no», según el misionero Luis Xavier Velarde indica que los españoles dieron este nombre a los indios porque repetían mucho la palabra pima que quiere decir no,a las cosas que los españoles les preguntaba y decían que no entiendo, no tengo, no existe, no hay.  Los pimas altos es un pueblo extinto, mientras los pimas bajos sobreviven hasta el 2025, quizás sea uno de los pueblos indígenas en peligro de extinción.

## Antecedentes históricos
El pueblo pima proviene del oeste de Canadá y cruzaron por California hasta llegar a Sonora donde tuvieron que pelear con la etnia seri para poder establecerse y estos se establecieron en las costas del estado de Sonora.
“La nación Pima o pimana emigró del oeste del Canadá, pasó por California y cruzó el Yuma donde hay tribus afines y penetró en Sonora donde luchó contra los Seris y los arrojó hacia la costa”
Tuvieron por primera vez contacto con los españoles en 1533 al mando de Diego de Guzmán y Cabeza de Vaca. Se estima que los españoles encontraron en Sonora a los Ópatas al noroeste, a los Cachitas al suroeste, a los Seris en la costa y en medio al Grupo Pima névome que era parte de un conjunto de pueblos del desierto y la sierra que se denominaba O’odham.
Los colonizadores los denominaron pimas, y a su territorio la Pimería. Para diferenciar a estos por los rasgos desiguales que presentaban los separaron en Pimería Alta y Pimería Baja. 
La Pimería Alta (Akimel O'odham) abarcaba varias tribus que eran los sobaipuris asentados al norte de la Pimería Alta en los márgenes de los ríos Santa Cruz, San Pedro y Gila; al oeste estaban los opas-yumas, los pápagos, cocomaricopas y pabotas (zona de Yuma y Sonoyta, Casa Grande); al centro estaban los sobas (Zona de Altar, Magdalena, Nogales, Cucurpe); al noreste estaban los potlapihus (zona de Arizpe, Nacozari, Óputo y Bacerac). 
La Pimería Baja (O'ob) la baja comprendía las tribus de biatos o piatos y Nebomes. Los biatos se ubicaban en la hoy zona de Ures, Hermosillo, Opodepe, Rayón, San José de Pimas. Los nebomes altos comprendía comprendía la hoy zona de Nuri, Ónavas, Yécora, Kipor y Maycoba en la Sierra Madre Occidental, límites entre Sonora y Chihuahua. Los nebomes bajos ubicados en la cuenca del río Yaqui en los pueblos de Buenavista, Cumuripa, Tónichi, Soyopa, Suaqui Grande y Tecoripa
Los únicos que sobreviven y aún conservan sus rasgos culturales, son parte de los pimas bajos, que radican en la zona de Yécora, a 35 km al oeste de los límites con Chihuahua, y a 350 km de Hermosillo en la carretera que va a Chihuahua.

## Población
Actualmente sólo quedan unos pocos en la Pimería Baja y habitan en lo alto de la Sierra, en Yécora, Sonora, México, cuenta con un total de 495 habitantes repartidos en el territorio de Sonora (248) y Chihuahua (247).
Los pimas habitan en rancherías en casas construidas con adobe, cuadrangulares o rectangulares, techo de dos aguas, con pequeñas ventanas. En el centro del hogar cuentan con una estufa de metal, alimentado con leña, donde cocinan y se calientan en los fríos días del largo invierno.
Antiguamente vivían en casas de madera y las mujeres elaboraban sus ollas y realizaban productos de palma y prendas tejidas con lana, actividad que siguen realizando y que han logrado perfeccionar; hoy en día sus productos son de fibras vegetales, como sombreros, petates, “petacas”, o cestos rectangulares con tapadera para guardar todo tipo de cosas.

## Idioma
Se dice que los españoles al llegar al pueblo pima se percataron que era muy repetitiva la palabra pi´ma, lo cual los distinguía, su significado es: “No hay” “No sé”. Los pimas entre ellos se llamaban “o’oba”, lo cual se refiere a la gente y a los grupos secundarios que había dentro de la comunidad.
La lengua pima proviene del tronco yuto-azteca, representa a un subgrupo de lenguajes el taracahita,  o lenguas o´dam o o´tham. que conforman dicho subgrupo.
Tomando en cuenta que la etnia pima es de religión católica, éstos celebran Semana Santa y su fiesta Yúmare, que es, sin lugar a dudas la ceremonia más propia de los pimas y de la que se sienten más orgullosos.

## Vivienda
Los pimas habitan en rancherías en forma de familias extendidas. Antiguamente eran casas de madera, hoy predominan las construidas con adobe. Son cuadrangulares o rectangulares, con una o dos piezas, techo de dos aguas, antiguamente de tabla y hoy de lámina galvanizada, con pequeñas ventanas, por lo que su interior es oscuro. En el centro del hogar cuentan con una estufa de metal, alimentado con leña, donde cocinan y se calientan en los fríos días del largo invierno. También tiene sillas y mesas de madera, trastes de peltre o cerámica, molino de mano, guaris para guardar los granos y guajes para servir el agua, además de rústicas camas de madera o petates.

## Salud
Los pimas consideran la intervención divina como causa de la aparición o curación de la enfermedad, por lo que continuamente hacen votos y mandas a San Francisco (patrono de los pimas) para pedir salud.
También recurren a curanderos y parteras para curarse con hierbas medicinales (hierba inmortal y pezuña de vaca para el empacho, aliso y manzanilla para los dolores de parto, ocotillo, ajo, canela y ruda para los sustos, cola de caballo para el “mal de orín”, torote prieto para picaduras de alacrán, etc.)
Cuando la enfermedad persiste o es grave, acuden a pequeños centros médicos rurales que existen en la región (en Maycoba y el Kipor, bajo la responsabilidad de la Secretaría de Salud del Estado). En los últimos años viajan a los grandes centros de población como Ciudad Obregón y Hermosillo.
Los Pima presentan problemas de enfermedades bronco-respiratorias, diarreas, parásitos intestinales y anemia, principalmente en la población infantil. Existe baja mortalidad infantil y es raro que el promedio de vida supere los 60 años, predominando en un alto porcentaje la población menor a los 19 años.

## Economía
La principal actividad del pueblo son las actividades agropecuarias, resaltando la pecuaria. Es una familia patriarcal donde cada familia es dueña de varias cabezas de ganado mayor (vacas, burros, caballos, borregos), que engordan para venderlos en los pueblos de la región.
Para sus tareas en el campo y en la casa usan arados de madera, palos, azadones, barras, mazos, cuchillos, leznas, agujas y cernidores. Para cocer sus piezas de cerámica, emplean hornos apropiados. Entre los pimas la autoridad máxima en la familia es la del padre. Sus órdenes no se discuten aunque no son particularmente dominantes ni autoritarios. También practican la minería en pequeña escala mediante el gambuseo en ríos y arroyos serranos.

## Organización
Toda unión familiar debe ser aceptada por los padres, y para confirmar la unión se debe realizar una ceremonia religiosa católica, la cual está llena de misticismo, producto de la existencia de muchos elementos paganos.
Su organización está presidida por una Autoridad Tradicional conformada por un Gobernador General y dos Gobernadores auxiliares. Los pimas observan, hasta donde es posible, las leyes que rigen el estado. Sin embargo, ellos nombran un gobernador propio –siempre es un anciano–, quien durante dos años aconseja a las autoridades del municipio.

## Religión
Su religión es el cristianismo con elementos autóctonos. En su cosmogonía existían dos seres sobrenaturales que crearon a los hombres y luego los destruyeron, dejando en el mundo a I'itoi, el Hermano Mayor que creó la gente pápago.

## Gastronomía
Los pimas se alimentan de maíz, frijol, chile, papas, trigo y frutas silvestres. Les gustaba el atole y el champurrado, un atole con chocolate endulzado con piloncillo. También toman café. Pero la bebida que preparan para las fiestas es el tesgüino, hecho con maíz fermentado y endulzado.

## Etnobotánica
Los Pima, continuaron estableciendo su hogar cerca del río Gila en Arizona a pesar de la degradación del hábitat ocurrido durante los años. Los pimas más viejos aparentemente son la última generación que creció subsistiendo con cultivos nativos o plantas silvestres pueden recordar un exuberante ecosistema ribereño y recitar más de doscientos nombres de plantas de su entorno. El etnobiólogo Amadeo M. Rea recopiló y escribió sobre la etnobotánica del río Gila desde la perspectiva pima.

## La fiesta del Yumaré
Se trata de una ceremonia agrícola de agradecimiento y petición, dedicada especialmente al espíritu del maíz, al cual se le canta y se le danza ritualmente durante dos días y sus noches. Mediante este ritual se especializa todo el trabajo en el magüechic (campo de siembra). 

“las largas jornadas en el magüechic aguardando que crezca el maíz, resume todo esto y sirve de conducto para dar forma a ese sentimiento religioso que agradece los dones de la existencia y se postra ante lo inefable, en espera de nuevas oportunidades de conservar la esperanza del futuro”.

Sobre una banca están sentados tres cantores, cada uno de ellos porta en su mano derecha una sonaja o bule, instrumento con que marcan el ritmo de sus cantos, los cuales representan la forma de pensar de los pimas. Frente a ellos y alineadas se encuentran varias mujeres, quienes danzan al ritmo de los hondos cantos que hablan de la naturaleza con breves y precisos rasgos de antigua memoria. Las mujeres en una sola línea danzan frente a los cantores y se toman de la mano; conforme cambia el ritmo de los cantos, ellas dan la espalda a los cantores y avanzan acompasadamente hacia el pequeño altar que descansa sobre la tierra.
Este altar está hecho sobre una cama de ramas de pino y lo conforman un arco de flores blancas se pueden encontrar imágenes religiosas de origen católico, velas y otros elementos que nos hablan de otras intervenciones en este mundo particular, donde se hace presente el símbolo de la cruz, no solo en el altar sino también en los cuatro puntos cardinales.
También hay danzas de pascola y se sirve comida que las mujeres pimas preparan afanosamente como tumchis (tortillas), calientan café o cuecen frijoles, entre otros platillos que componen la dieta esencial de los pimas.

## Pinturas rupestres en las cuevas del pueblo Pima
Todas las imágenes pintadas en las cuevas son de color rojo, blanco, negro, amarillo y verde, y tienen que ver con la esperanza de vivir bien de acuerdo con las creencias mitológicas de origen y destino final de las personas que las pintaron. Eso se expresa claramente en las imágenes de la cueva de Yepachic donde se ven figuras antropomorfas saliendo del útero de una mujer como si fuera la cueva central del mundo. Ahí, como en otras cuevas, las figuras no son ni completamente humanas ni completamente animales, sino que combinan características de los dos. Los pimas de hoy creen en la transformación de un ser a otro: los ratones en los murciélagos, las ardillas en culebras y, los siboris en sapos. Se cuentan en las leyendas que al principio del mundo no era tan distinta la vida humana de la de los animales: “En aquel entonces todos los animales razonaban y hablaban como la gente de hoy”.
Las figuras en las cuevas tienen que ver con la espiritualidad y el deseo de sus artesanos de cumplir bien con las exigencias del Creador en su relación con todas las criaturas de la tierra.

## Galería

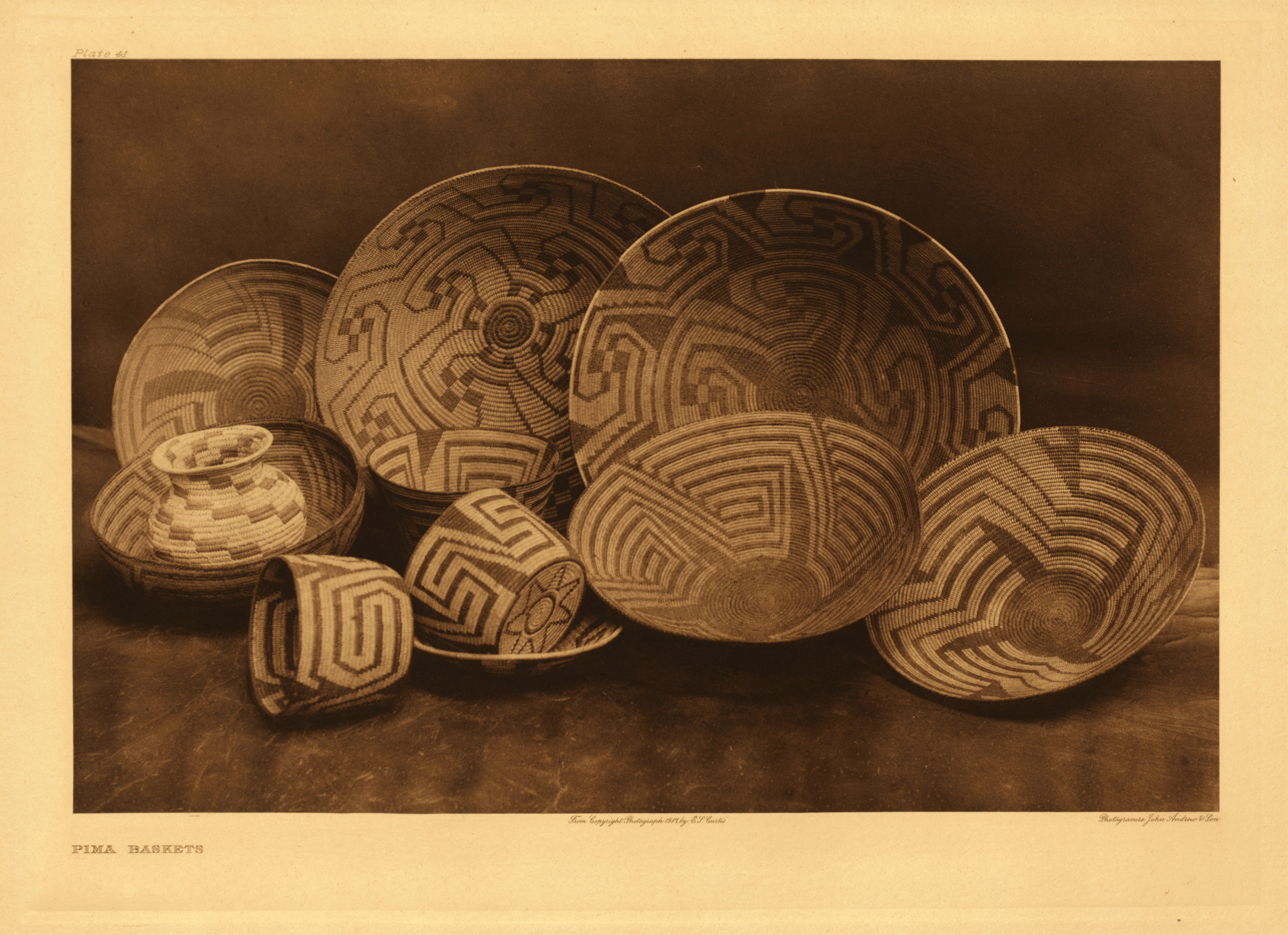
Cestería pima
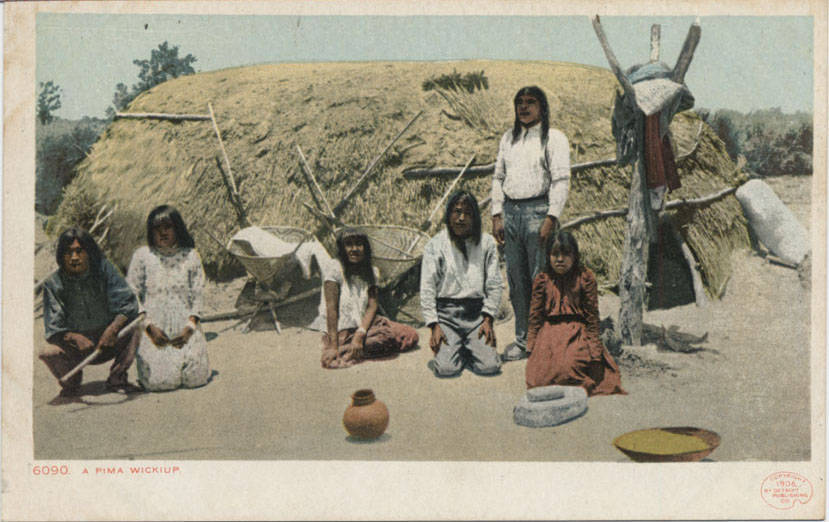
Poblado pima hacia 1900
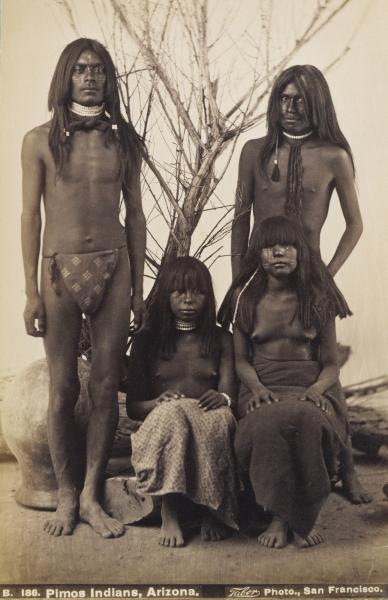
Pimas de Arizona ca.1875
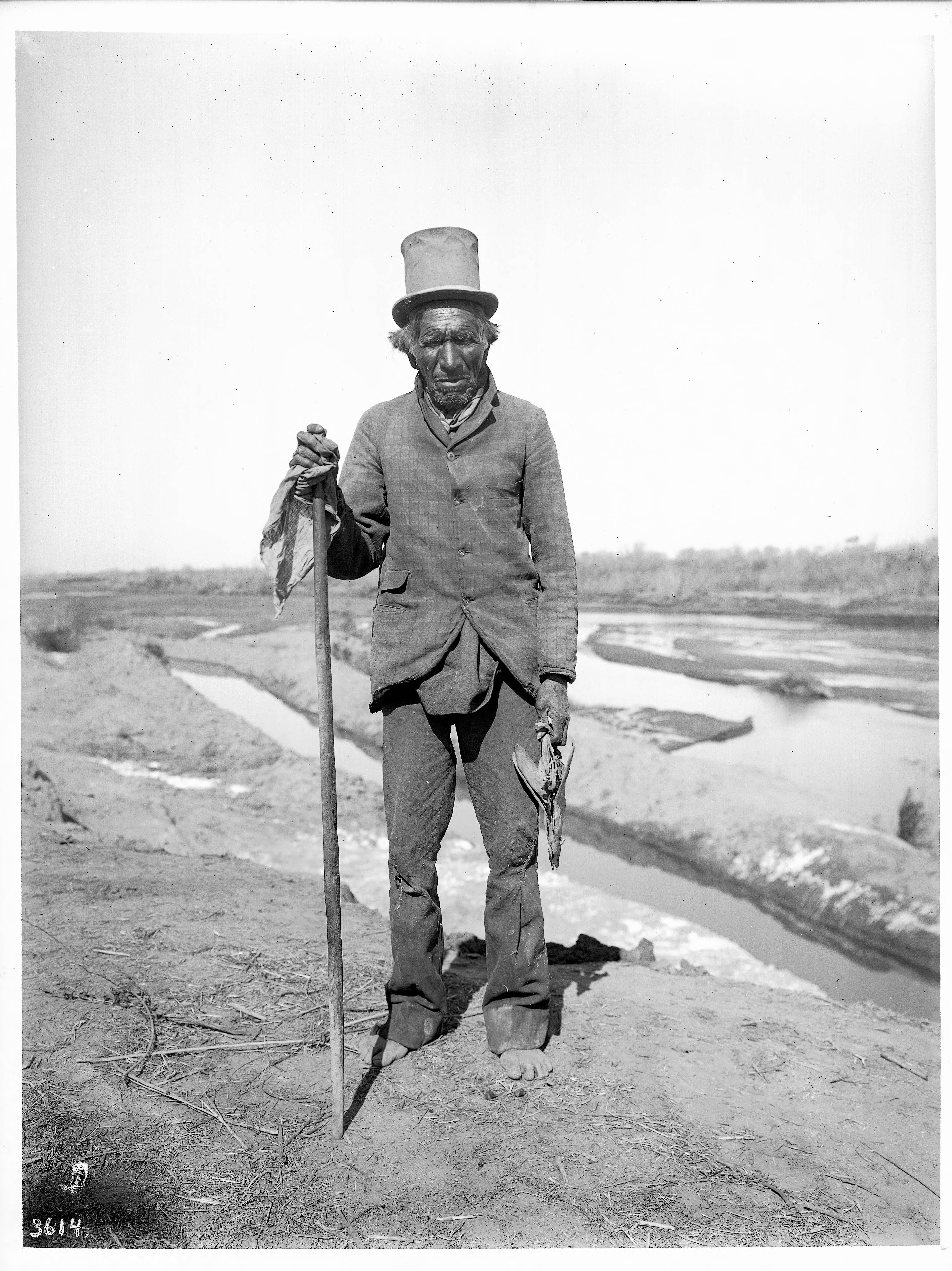
Médico Pima de Arizona ca.1900
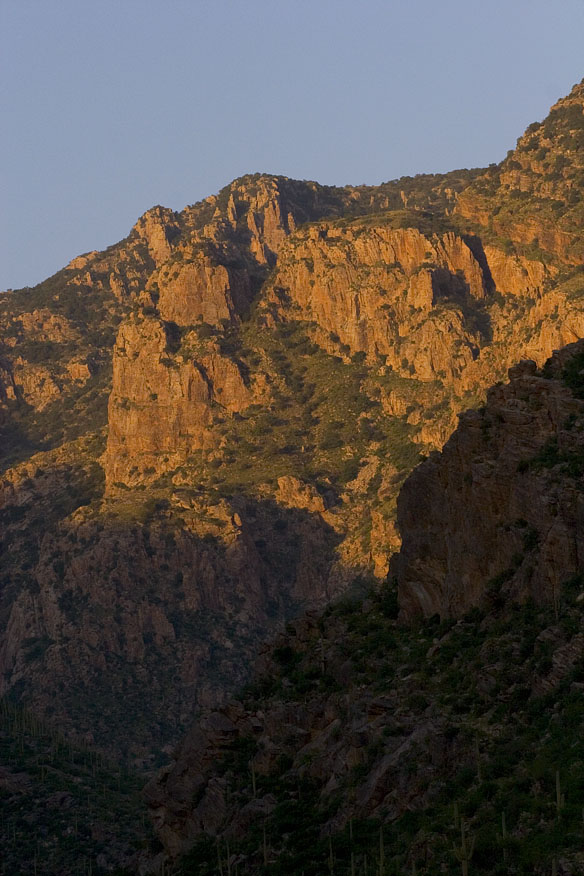
Puesta de sol en el cañón Pima
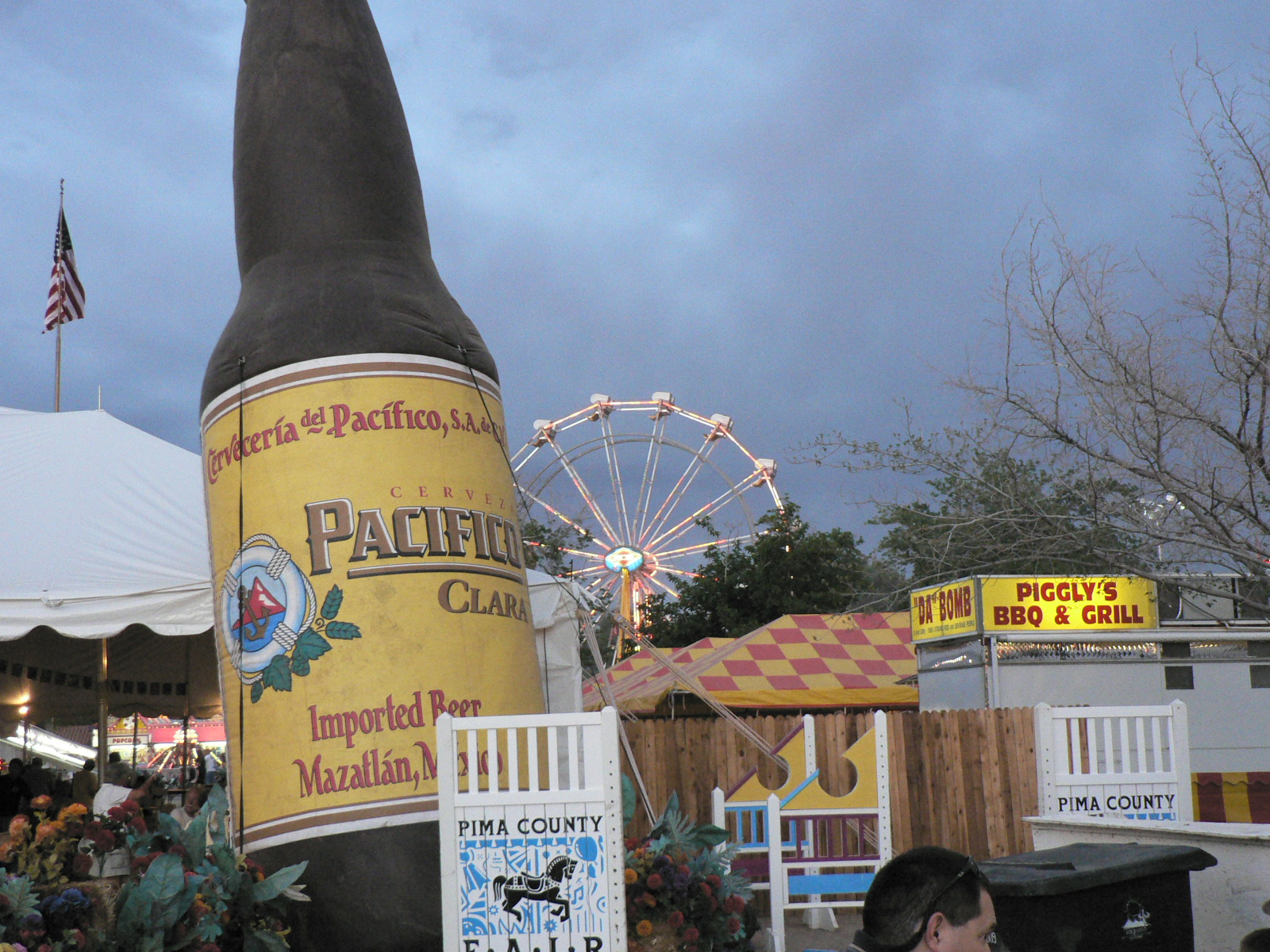
Feria del Condado Pima en Arizona
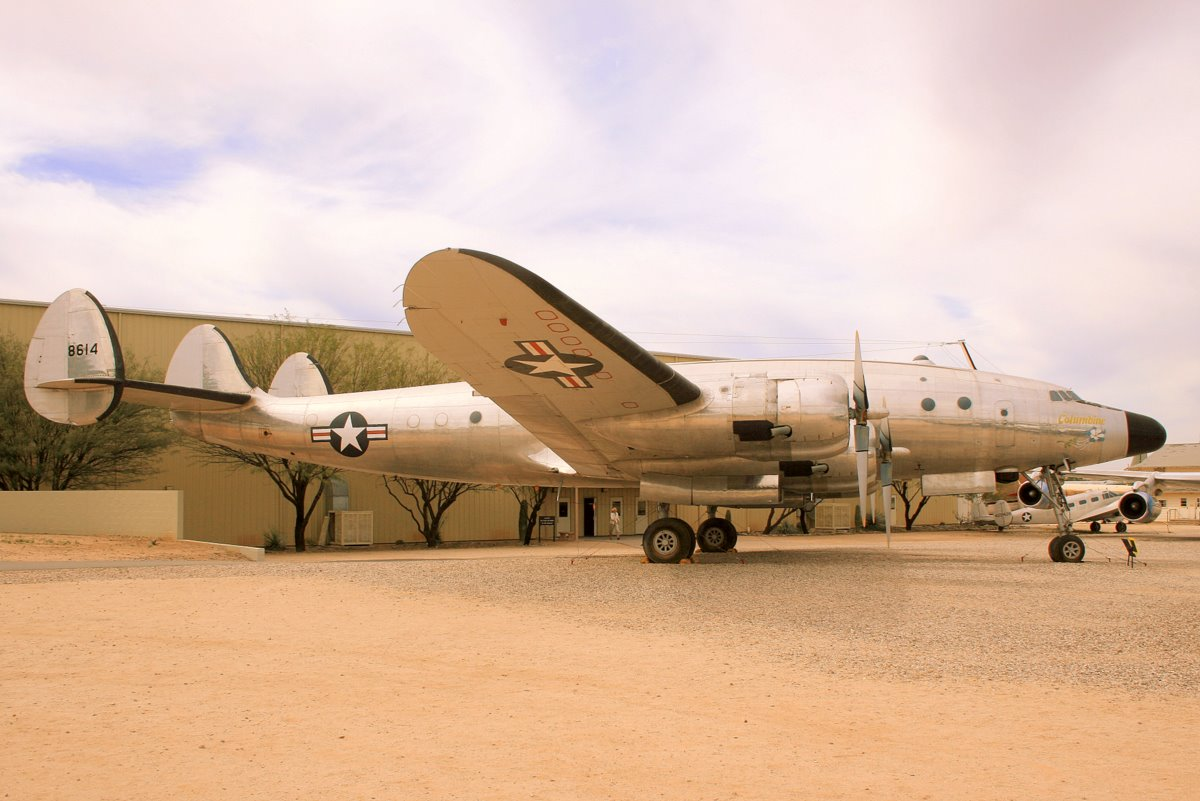
Avión de Dwight D. Eisenhower ca. 1950 en exhibición en Tucson en el Museo Pima del Aire y del Espacio